# Cestrum sparsifolium
Cestrum sparsifolium là loài thực vật có hoa trong họ Cà. Loài này được Britton ex Rusby mô tả khoa học đầu tiên năm 1900.